# Ana Svetel
Ana Svetel, slovenska pesnica in etnologinja * 1990, Maribor.

## Življenjepis
Osnovno šolo in konservatorij za glasbo in balet je končala v Mariboru, nato pa je na Norveškem, Švedskem in na Islandiji študirala ekologijo in kulturno antropologijo.